# Jordi Berenguer
Pour les articles homonymes, voir Berenguer.
Berenguer  Ferrer est un nom espagnol. Le premier nom de famille, en général paternel, est Berenguer ; le second, en général maternel, souvent omis, est Ferrer.
Jordi Berenguer Ferrer (né le 14 septembre 1979 à Alginet) est un coureur cycliste espagnol.

## Biographie
De 2003 à 2006, Jordi Berenguer court dans les rangs professionnels au sein d'équipes continentales. En 2005, il réalise sa plus grande performance en prenant la troisième place du championnat d'Espagne sur route, derrière Juan Manuel Garate et Francisco Mancebo. 
Après sa carrière professionnelle, il continue le cyclisme chez les amateurs. En 2009 et 2014, il est sacré champion d'Espagne dans la catégorie masters. Il est aussi le vainqueur de la cyclotouriste Quebrantahuesos en 2015.

## Palmarès
- 2001
  - 3e étape du Tour de Lleida
  - 3e de la Volta del Llagostí
- 2005
  - 3e du championnat d'Espagne sur route
- 2007
  - 2e de la Ronde du Maestrazgo
  - 2e du Tour de Castellón
- 2009
  -  Champion d'Espagne sur route masters
- 2014
  -  Champion d'Espagne sur route masters

## Classements mondiaux
| Année           | 2005 | 2006 |
| --------------- | ---- | ---- |
| UCI Europe Tour | 332e | 968e |